# Carolin Gerlitz
Carolin Gerlitz (* 2. Juli 1982) ist eine deutsche Medienwissenschaftlerin.

## Leben
Sie studierte Gesellschafts- und Wirtschaftskommunikation mit Diplom an der Universität der Künste Berlin sowie Gender and Media mit Masterabschluss am Goldsmiths, University of London. Gerlitz promovierte dort 2012 im Fach Soziologie. Die Dissertation „Brands and Continuous Economies“ wurde von Celia Lury und Angela McRobbie betreut. Von 2009 bis 2012 war sie Visiting Lecturer im Department of Sociology und im Department of Media and Communication und unterrichtete im MA Brands, Communication & Culture. Von 2012 bis 2016 war sie Assistent Professor in Digital Culture an der Universität Amsterdam. Seit 2016 ist Gerlitz Professorin für Medienwissenschaften – Digital Media and Methods (W3) an der Universität Siegen.
Von 2016 bis 2021 war sie Co-Sprecherin des DFG-Graduiertenkollegs Locating Media. Von 2018 bis 2022 war sie stellvertretende Sprecherin des DFG-Sonderforschungsbereichs Medien der Kooperation, seit 2022 ist sie deren Sprecherin. Sie ist Mitglied der Digital Methods Initiative Amsterdam, der App Studies Initiative und des Public Data Labs. Seit 2024 ist sie Mitglied der Akademie der Wissenschaften und der Literatur Mainz.
Sie arbeitet an der Schnittstelle von Medienwissenschaft und Soziologie. Gerlitz forscht über digitale Medientechnologien aus sozio-technischer Perspektive und entwickelt digitale Forschungsmethoden.

## Schriften (Auswahl)
- M. Burkhardt, D. van Geenen, C. Gerlitz, S. Hind, T. Kaerlein, D. Lämmerhirt, A. Volmar (Hrsg.): Interrogating Datafication: Towards a Praxeology of Data. 1. Auflage. hg. v. Media in Action transcript, Bielefeld 2022.
- M. Dieter, C. Gerlitz, A. Helmond, N. Tkacz, F. N. van der Vlist, E. Weltevrede: Multi-situated app studies: Methods and propositions. In: Social Media + Society. Band 5, Nr. 2, 2019. doi:10.1177/2056305119846486
- C. Gerlitz, A. Helmond, F. N. van der Vlist, E. Weltevrede: Regramming the Platform: Infrastructural Relations between Apps and Social Media. In: Computational Culture. Band 7, 2019. (computationalculture.net)
- J. Gray, C. Gerlitz, L. Bounegru: Data Infrastructure Literacy. In: Big Data & Society. Band 5, Nr. 2, 2018. doi:10.1177/2053951718786316
- C. Gerlitz: What Counts? Reflections on the Multivalence of Social Media Data. In: Digital Culture & Society. Band 2, Nr. 2, 2016, S. 19–38. doi:10.14361/dcs-2016-0203
- N. Marres, C. Gerlitz: Interface Methods: Renegotiating relations between digital research, STS and Sociology. In: The Sociological Review. Band 3, 2015, S. 1–26. doi:10.1111/1467-954X.12314
- C. Gerlitz, C. Lury: Social media and self-evaluating assemblages: On numbers, orderings and values. In: Distinktion. Band 15, Nr. 2, 2014. doi:10.1080/1600910X.2014.920267
- E. Weltevrede, A. Helmond, C. Gerlitz: The Politics of Real-Time: A Device Perspective on Social Media Platforms and Search Engines. In: Theory, Culture & Society. 2014. doi:10.1177/0263276414537318
- C. Gerlitz, A. Helmond: The Like economy: Social buttons and the data-intensive web. In: New Media & Society. Band 15, Nr. 8, 2013, S. 1348–1365. doi:10.1177/1461444812472322